# Pseudosudra borneensis
Pseudosudra borneensis är en insektsart som beskrevs av Schmidt 1909. Pseudosudra borneensis ingår i släktet Pseudosudra och familjen dvärgstritar. Inga underarter finns listade i Catalogue of Life.